# Euagrotis yaxcaba
Euagrotis yaxcaba är en fjärilsart som beskrevs av William Schaus 1898. Euagrotis yaxcaba ingår i släktet Euagrotis och familjen nattflyn. Inga underarter finns listade i Catalogue of Life.